# Бордуков, Эдуард Александрович
Эдуард Александрович Бордуков (род. 30 июня 1979) — российский кинорежиссёр, сценарист и легкоатлет, специалист по бегу на средние и длинные дистанции. Выступал на профессиональном уровне в 1998—2008 годах, член сборной России, победитель и призёр первенств всероссийского значения, участник чемпионата Европы в Гётеборге. Представлял Москву и Российскую Армию. Мастер спорта России международного класса. Также известен как режиссёр фильмов спортивной тематики и автор сценариев к ним.

## Биография
Эдуард Бордуков родился 30 июня 1979 года. Занимался лёгкой атлетикой в Москве под руководством тренера М. И. Монастырского.
Впервые заявил о себе в сезоне 1998 года, когда на юниорском всероссийском первенстве в Туле выиграл бронзовую медаль в беге на 10 000 метров.
В 2000 году на молодёжном всероссийском первенстве в Чебоксарах стал бронзовым призёром в беге на 5000 метров.
В 2001 году на зимнем чемпионате России в Москве закрыл десятку сильнейших в дисциплине 3000 метров.
В 2002 году получил серебро в 3000-метровой дисциплине на чемпионате Москвы, стал девятым в 5000-метровой дисциплине на чемпионате России в Чебоксарах.
В 2003 году взял бронзу на чемпионате Москвы, выиграл всероссийские соревнования в Туле, показал шестой результат на чемпионате России в Туле.
В 2004 году был лучшим на чемпионате России среди военнослужащих в Москве, на Кубке России в Туле, на открытом чемпионате Москвы. На чемпионате России в Туле занял в беге на 5000 метров шестое место.
В 2006 году выиграл бронзовые медали в дисциплине 3000 метров на зимнем чемпионате России в Москве и на всероссийском старте в Сочи. В дисциплине 5000 метров финишировал шестым на летнем чемпионате России в Туле, седьмым на Мемориале братьев Знаменских в Жуковском, победил на Кубке России в Туле. Благодаря череде удачных выступлений вошёл в состав российской национальной сборной и удостоился права защищать честь страны на чемпионате Европы в Гётеборге — в финале бега на 5000 метров показал результат 14:00.30, расположившись в итоговом протоколе соревнований на девятой строке.
В 2007 году бежал 3000 метров на зимнем чемпионате России в Волгограде, на дистанции 5000 метров стал четвёртым на Мемориале братьев Знаменских в Жуковском и вторым на летнем чемпионате России в Туле.
В 2008 году на чемпионате России в Казани вновь стал серебряным призёром в программе бега на 5000 метров. По окончании сезона завершил спортивную карьеру.
За выдающиеся спортивные достижения удостоен почётного звания «Мастер спорта России международного класса».
Впоследствии проявил себя в кинематографе, а в 2011 году окончил двухгодичные режиссёрские курсы киношколы «Арткино».

## Фильмография
- «Арена» (2012, короткометражка) — режиссёр, сценарист и монтажёр
- «Коробка» (2016) — режиссёр и сценарист
- «Военный фитнес» (2016) — режиссёр
- «На острие» (2020) — режиссёр и сценарист
- «В раю мест нет» (2021) — режиссёр
- «Я буду жить» (2022) — режиссёр
- «Пищеблок», второй сезон (2023) — режиссёр-постановщик
- «Киберпапа» (2024) — режиссёр
- «Сказочные выходные» (производство) — режиссёр

### Прочее
- «Нефутбол» (2021)[4][5] — сценарист